# Campeonato Mundial de Patinação Artística no Gelo de 1956
O Campeonato Mundial de Patinação Artística no Gelo de 1956 foi a quadragésima sétima edição do Campeonato Mundial de Patinação Artística no Gelo, um evento anual de patinação artística no gelo organizado pela União Internacional de Patinação (em inglês:  International Skating Union) onde os patinadores artísticos competem pelo título de campeão mundial. A competição foi disputada entre os dias 16 de fevereiro e 19 de fevereiro, na cidade de Garmisch-Partenkirchen, Alemanha Ocidental.

## Eventos
- Individual masculino
- Individual feminino
- Duplas
- Dança no gelo

## Medalhistas
| Evento                        | Ouro                                      | Prata                                       | Bronze                                            |
| Individual masculino detalhes | Hayes Alan Jenkins · Estados Unidos       | Ronald Robertson · Estados Unidos           | David Jenkins · Estados Unidos                    |
| Individual feminino detalhes  | Carol Heiss · Estados Unidos              | Tenley Albright · Estados Unidos            | Ingrid Wendl · Áustria                            |
| Duplas detalhes               | Sissy Schwarz · Kurt Oppelt · Áustria     | Frances Dafoe · Norris Bowden · Canadá      | Marika Kilius · Franz Ningel · Alemanha Ocidental |
| Dança no gelo detalhes        | Pamela Weight · Paul Thomas · Reino Unido | June Markham · Courtney Jones · Reino Unido | Barbara Thompson · Gerard Rigby · Reino Unido     |

## Resultados

### Individual masculino
| Pos.              | Nome                  | Nacionalidade      | Pontos |
| ----------------- | --------------------- | ------------------ | ------ |
| Medalha de ouro   | Hayes Alan Jenkins    | Estados Unidos     | 10     |
| Medalha de prata  | Ronald Robertson      | Estados Unidos     | 17     |
| Medalha de bronze | David Jenkins         | Estados Unidos     | 28     |
| 4                 | Charles Snelling      | Canadá             | 42     |
| 5                 | Michael Booker        | Reino Unido        | 48     |
| 6                 | Karol Divín           | Tchecoslováquia    | 48     |
| 7                 | Alain Calmat          | França             | 65     |
| 8                 | Norbert Felsinger     | Áustria            | 71     |
| 9                 | Tilo Gutzeit          | Alemanha Ocidental | 77     |
| 10                | François Pache        | Suíça              | 91     |
| 11                | Allan Ganter          | Austrália          | 109    |
| 12                | Hans-Jürgen Bäumler   | Alemanha Ocidental | 111    |
| 13                | Hans Müller           | Alemanha Ocidental | 113    |
| 14                | Hanno Ströher         | Áustria            | 115    |
| 15                | Darío Villalba        | Espanha            | 137    |
| 16                | Charles Keeble        | Austrália          | 142    |
| WD                | Manfred Schnelldorfer | Alemanha Ocidental | —      |

### Individual feminino
| Pos.              | Nome              | Nacionalidade      | Pontos |
| ----------------- | ----------------- | ------------------ | ------ |
| Medalha de ouro   | Carol Heiss       | Estados Unidos     | 13     |
| Medalha de prata  | Tenley Albright   | Estados Unidos     | 14     |
| Medalha de bronze | Ingrid Wendl      | Áustria            | 33     |
| 4                 | Yvonne Sugden     | Reino Unido        | 37     |
| 5                 | Hanna Eigel       | Áustria            | 49     |
| 6                 | Catherine Machado | Estados Unidos     | 48     |
| 7                 | Hanna Walter      | Áustria            | 71     |
| 8                 | Erica Batchelor   | Reino Unido        | 72     |
| 9                 | Ann Johnston      | Canadá             | 72     |
| 10                | Mary Ann Dorsey   | Estados Unidos     | 97     |
| 11                | Joan Haanappel    | Países Baixos      | 103    |
| 12                | Diana Carol Peach | Reino Unido        | 107    |
| 13                | Fiorella Negro    | Itália             | 128    |
| 14                | Emma Giardini     | Itália             | 130    |
| 15                | Jindra Kramperova | Tchecoslováquia    | 131    |
| 16                | Sjoukje Dijkstra  | Países Baixos      | 144    |
| 17                | Karin Borner      | Suíça              | 155    |
| 18                | Ilse Musyl        | Áustria            | 161    |
| 19                | Alice Fischer     | Suíça              | 168    |
| 20                | Ina Bauer         | Alemanha Ocidental | 171    |
| 21                | Jana Docekalova   | Tchecoslováquia    | 175    |

### Duplas
| Pos.              | Nome                                | Nacionalidade      | Pontos |
| ----------------- | ----------------------------------- | ------------------ | ------ |
| Medalha de ouro   | Sissy Schwarz / Kurt Oppelt         | Áustria            | 14     |
| Medalha de prata  | Frances Dafoe / Norris Bowden       | Canadá             | 15     |
| Medalha de bronze | Marika Kilius / Franz Ningel        | Alemanha Ocidental | 30     |
| 4                 | Carole Ann Ormaca / Robin Greiner   | Estados Unidos     | 34     |
| 5                 | Barbara Wagner / Robert Paul        | Canadá             | 42.5   |
| 6                 | Lucille Ash / Sully Kothman         | Estados Unidos     | 68.5   |
| 7                 | Joyce Coates / Anthony Holles       | Reino Unido        | 70     |
| 8                 | Liesl Ellend / Konrad Lienert       | Áustria            | 74.5   |
| 9                 | Carolyn Patricia Krau / Rodney Ward | Reino Unido        | 75.5   |
| 10                | Eva Neeb / Karl Probst              | Alemanha Ocidental | 80.5   |
| 11                | Jacqueline Mason / Mervyn Bower     | Austrália          | 88.5   |

### Dança no gelo
| Pos.              | Nome                                      | Nacionalidade      | Pontos |
| ----------------- | ----------------------------------------- | ------------------ | ------ |
| Medalha de ouro   | Pamela Weight / Paul Thomas               | Reino Unido        | 7      |
| Medalha de prata  | June Markham / Courtney Jones             | Reino Unido        | 15     |
| Medalha de bronze | Barbara Thompson / Gerard Rigby           | Reino Unido        | 29     |
| 4                 | Joan Zamboni / Ronland Junso              | Estados Unidos     | 37     |
| 5                 | Fanny Besson / Jean Paul Guhel            | França             | 39     |
| 6                 | Carmel Bodel / Edward Bodel               | Estados Unidos     | 38     |
| 7                 | Sidney Arnold / Franklin Nelson           | Estados Unidos     | 47     |
| 8                 | Sigrid Knacke / Günther Koch              | Alemanha Ocidental | 49     |
| 9                 | Lindis Johnston / Jeffery Johnston        | Canadá             | 74.5   |
| 10                | Gerda Wohlgemuth / Hannes Burkhardt       | Alemanha Ocidental | 82     |
| 11                | Edith Peikert / Hans Kutschera            | Áustria            | 76.5   |
| 12                | Bona Giammona / Giancarlo Sioli           | Itália             | 77     |
| 13                | Lucia Fischer / Rudolf Zorn               | Áustria            | 88     |
| 14                | Cathrine Odink / Jacobus Odink            | Países Baixos      | 91     |
| 15                | Adriana Giuggiolini / Germano Ceccattini  | Itália             | 94     |
| 16                | Rita Paucka / Peter Kwiet                 | Alemanha Ocidental | 109    |
| 17                | Maria Grazia Locatelli / Vinicio Toncelli | Itália             | 117    |

## Quadro de medalhas
| Ordem | País               | Medalha de ouro | Medalha de prata | Medalha de bronze |    | Ordem por total |
| ----- | ------------------ | --------------- | ---------------- | ----------------- | -- | --------------- |
| 1     | Estados Unidos     | 2               | 2                | 1                 | 5  | 1               |
| 2     | Reino Unido        | 1               | 1                | 1                 | 3  | 2               |
| 3     | Áustria            | 1               |                  | 1                 | 2  | 3               |
| 4     | Canadá             |                 | 1                |                   | 1  | 4               |
| 5     | Alemanha Ocidental |                 |                  | 1                 | 1  | 4               |
| TOTAL | TOTAL              | 4               | 4                | 4                 | 12 | —               |